# 小田裕一郎
小田 裕一郎（おだ ゆういちろう、1950年3月25日 - 2018年9月17日）は、日本の作曲家、編曲家、音楽プロデューサー。鹿児島県出身。

## 来歴・人物
10歳の頃からギターを始め、プロ・ギタリスト（スタジオミュージシャン）として「ザ・ジョーカーズ」など20以上のバンドで活動。
1970年代に入ると、ゴダイゴのプロデューサー・ジョニー野村のもとでオリジナル楽曲の制作をはじめ、1977年にガールズに提供した「野良猫」で作曲家デビューする。
1979年、サーカスに提供した「アメリカン・フィーリング」が約48万枚のヒット。以降、石川優子や田原俊彦、松田聖子、石川秀美などアイドル・ポップス歌手に楽曲を提供。特に松田聖子は、「裸足の季節」や「青い珊瑚礁」などデビュー直後から多くの楽曲を手がけている。
1984年にはアルバム『ODA』を発表し、自身もアーティストとしてデビュー。作詞家として「クロエジュン」名義で、小泉今日子や石川秀美などに楽曲提供をしたこともあった。
1998年頃より拠点をニューヨークに移し、アメリカでのアーティスト活動に軸足を移す。
2018年9月17日、米国・ニュージャージー州の自宅で心筋梗塞のため逝去。68歳没。同年9月20日に同州にある小田自身が運営するスタジオのフェイスブックにて訃報が公表された。

## 提供した主な代表曲

### あ行
- 杏里
  - 『CAT'S EYE』（作詞：三浦徳子）[1]※のちにMAXが同楽曲をカバー。
  - 『DANCING WITH THE SUNSHINE』（作詞：三浦徳子）
- 相本久美子
  - 『サマー・セイリング』(作詞：竜真知子)
  - 『EASY』(作詞：康珍花)
- 葵テルヨシ『にぎやかな孤独』(作詞：岡田冨美子)※1976年1月21日発売 最初期作品
- 石川秀美
  - 『妖精時代』（作詞：松本隆）
  - 『ゆ・れ・て湘南』（作詞：松本隆）
  - 『哀しみのブリザード』（作詞：麻木かおる）
  - 『涙のペーパームーン』（作詞：麻木かおる）
  - 『バイバイサマー』（作詞：竜真知子）
  - 『めざめ』（作詞：クロエジュン）
  - 『夏のフォトグラフ』（作詞：竜真知子）
  - 『Sea Loves You～キッスで殺して』（作詞：売野雅勇）
- 石川優子
  - 『クリスタルモーニング』（作詞：三浦徳子）
- 稲垣潤一
  - 『アウトサイダー』（作詞：阿里そのみ）
- 太田貴子
  - 『LOVEさりげなく』（作詞：三浦徳子）
- 尾崎紀世彦 & 三浦秀美
  - 『愛だけあれば』（作詞：高見信吾）※映画『南へ走れ、海の道を!』主題歌
- 尾崎紀世彦
  - 『地球に抱かれて』（作詞：湯川れい子）※第1回古関裕而記念音楽祭 銅賞

### さ行
- サーカス
  - 『アメリカン・フィーリング』（作詞：竜真知子）[1]
- 西城秀樹
  - 『CARRY ON』（作詞：あまがいりゅうじ）『BIG SUNSHINE/西城秀樹』
- 榊原郁恵
  - 『シャイニング･ラブ』（作詞：竜真知子）
- 桜田淳子
  - 『ミスティー』（作詞：小林和子）
  - 『This is a "Boogie"』（作詞：実川俊）
- 沢田富美子
  - 『ちょっと春風』（作詞：三浦徳子）
- CINDY
  - 『Chance on love』（作詞：CINDY・Ralph McCarthy）
- スラップスティック
  - 『浮気なリンダ』（作詞：東海林良）
  - 『サマー・メモリーズ』（作詞：東海林良）
  - 『大銀河（エータ伝説）』（作詞：東海林良）

### た行
- 武田久美子
  - 『シャワーホリデー』（作詞：売野雅勇）
- 田中久美
  - 『スリリング』
- 田原俊彦
  - 『恋＝Do!』（作詞：小林和子）[2]※のちに小田自身も同曲をセルフカバー。
  - 『グッドラックLOVE』（作詞：小林和子）
  - 『エル・オー・ヴイ・愛・N・G』（作詞：売野雅勇）
- ダ・カーポ
  - 『地球へ...Coming Home to Terra』（作詞：竜真知子）

### な行
- 中村由真
  - 『ジレンマ』（作詞：石川あゆ子・井上輝彦）
  - 『シビアー』（作詞：石川あゆ子）
  - 『パニック』（作詞：石川あゆ子）

### は行
- 橋本美加子
  - 『メロウ・シーズン』（作詞：三浦徳子）
- 林紀恵
  - 『えとらんぜ』（作詞：中里綴）
  - 『素敵なラブリー♥モーション』（作詞：麻木かおる）[6]
- 早見優
  - 『ビューティフル ライバル』（作詞：薄木麻子・Jun & Jim）
  - 『PRESENTATION』（作詞：Jun & Jim）
- 樋浦一帆
  - 『宇宙の王者! ゴッドマーズ』『愛の金字塔』（作詞：三浦徳子）※六神合体ゴッドマーズ主題歌
- ピンク・レディー
  - 『愛・GIRI GIRI』（作詞：伊達歩）
- BLUEW
  - 『Perfect Love』（作詞：星野今日子）
- 堀江美都子
  - 『恋は突然』（作詞：藤公之介）※「愛してナイト」主題歌

### ま行
- 松田聖子
  - 『裸足の季節』（作詞：三浦徳子）[1]
  - 『青い珊瑚礁』（作詞：三浦徳子）[1]
  - 『風は秋色』（作詞：三浦徳子）[5]
  - 『SQUALL』（作詞：三浦徳子）
  - 『白い恋人』（作詞：三浦徳子）
  - 『Only My Love』（作詞：三浦徳子）
  - 『ウィンター・ガーデン』（作詞：三浦徳子）
  - 『愛の神話』（作詞：三浦徳子）
- 松原みき
  - 『ニートな午後3時』（作詞：三浦徳子）

### や・ら・わ行
- ローズマリー・バトラー
  - 『汚れた英雄～Riding high』（作詞：Tony Allen）※ 映画『汚れた英雄』主題歌
  - 『THE LAST HERO～ラスト・ヒーロー』（作詞：Tony Allen）※映画『汚れた英雄』挿入歌
- 和田加奈子
  - 『サルビアの花のように』（作詞：湯川れい子）※ 日本テレビ系アニメ『きまぐれオレンジ☆ロード』挿入歌

## Discography
- シングル
  - 『Star Little Girl』
  - 『自由をつれて』
  - 『GAME IS OVER』
  - 『BABY JANE』
  - 『WOMAN I LOVE』
  - 『グッドラック』
  - 『クルージングナイト』
  - 『ひとつの地球にひとつの心』(長野オリンピック公式PRソング)
  - 『太陽の国 水の都 緑の街』
- アルバム
  - 『ODA』
  - 『ODA2』
  - 『ODA3』
  - 『LIVE! IT'S THE BLUES NIGHT』
  - 『BEST OF ODA』
  - 『KOMUSO』
  - 『MODERN CLASSICAL』
  - 『ODA PROJECT-A』
  - 『ODA4』
  - 『EAST BLUES』
  - 『POWER MESSAGE』
  - 『MODERN CLASSICAL 2』